# Sergej Jur'evič Šipov
Sergej Jur'evič Šipov, noto in occidente come Sergei Shipov (in russo Сергей Юрьевич Шипов?; Murom, 17 aprile 1966), è uno scacchista russo.
Nel gennaio 1999 ha raggiunto il 23º posto nel rating FIDE mondiale, con 2 662 punti Elo. 
È stato per molti anni uno degli allenatori di Garri Kasparov, che lo considerava uno dei migliori giocatori blitz di Mosca. Da alcuni anni si è ritirato dalle competizioni per dedicarsi all'attività di giornalista scacchistico. Gestisce il sito Crestbook.com, molto seguito in Russia. 
Ha scritto un libro sulla formazione Hedgehog: The Complete Hedgehog, Mongoose Press, Boston, 2009 (con prefazione di Garri Kasparov).

## Principali risultati
- 1992 – pari primo a Belgrado con Branko Damljanović;
- 1993 – pari primo a Aalborg con Sergej Rublëvskij;
- 1994 – pari 1º-4º a Groninga con Ariel Sorin, Ildar Ibragimov e Semën Dvojris;
- 1997 – secondo a Minsk, dietro a Vladimir Malanjuk;
- 1998 – quarto nel Campionato russo di San Pietroburgo, vinto da Aleksandr Morozevič;
- 1999 – pari primo a Port Erin con Emil Sutovskij;
- 2001 – pari 1º-4º a Ano Liosia;
- 2006 – primo a Tromsø, davanti a Magnus Carlsen e Michail Krasenkov.